# Ситняківська сільська рада
| Ситняківська сільська рада — орган місцевого самоврядування у Макарівському районі Київської області з адміністративним центром у с. Ситняки. Водоймища на території, підпорядкованій даній раді: річка Здвиж. Сільській раді підпорядковані населені пункти: - с. Ситняки |

## Склад ради
Рада складається з 12 депутатів та голови.

### Керівний склад ради
| ПІБ                               | Основні відомості                                                 | Дата обрання | Дата звільнення |
| --------------------------------- | ----------------------------------------------------------------- | ------------ | --------------- |
| Грабарчук Микола Макарович        | Сільський голова, 1952 року народження, освіта, безпартійний      | 26.03.2006   | 31.10.2010      |
| Романенко Олександр Олександрович | Сільський голова, 1983 року народження, освіта вища, безпартійний | 31.10.2010   |                 |

Примітка: таблиця складена за даними джерела